# Jan V (książę Meklemburgii)
Jan V (zm. ok. 1442 r.) – książę Meklemburgii-Schwerin od 1422 r.
Był młodszym synem księcia Meklemburgii-Schwerin Jana IV i Katarzyny, córki księcia Saksonii-Lauenburga Eryka IV. Po śmierci ojca objął tron książęcy wraz ze starszym bratem Henrykiem IV Grubym; do 1423 r. współrządy sprawował z nimi także kuzyn Albrecht V.
Żoną Jana była Anna pomorska, córka księcia szczecińskiego Kazimierza V. Nie miał dzieci.